# Tân Tiến, Buôn Ma Thuột
Tân Tiến là một phường thuộc thành phố Buôn Ma Thuột, tỉnh Đắk Lắk, Việt Nam.

## Địa lý
Phường Tân Tiến có diện tích 2,85 km², dân số năm 2022 là 28.491 người, mật độ dân số đạt 9.996 người/km².

## Hành chính
Phường Tân Tiến được chia thành 9 khu phố: Tiến Lâm, Tiến Hà, Đông Chiêu, Bắc Chiêu, Hải Lân, Đông Tác 1, Đông Tác 2, Thuận An, Vĩnh An.

## Lịch sử
Ngày 28 tháng 9 năm 2024, Ủy ban Thường vụ Quốc hội ban hành Nghị quyết số 1193/NQ-UBTVQH15 về việc sắp xếp đơn vị hành chính cấp xã của tỉnh Đắk Lắk giai đoạn 2023 – 2025 (nghị quyết có hiệu lực từ ngày 1 tháng 11 năm 2024). Theo đó, sáp nhập toàn bộ 0,34 km² diện tích tự nhiên và quy mô dân số là 7.947 người của phường Thống Nhất vào phường Tân Tiến.
Phường Tân Tiến có 2,85 km² diện tích tự nhiên và quy mô dân số là 28.491 người.